# Life Is Good
Life Is Good je desáté studiové album amerického rappera Nase, vydané 13. července 2012 (Evropa) a 17. července (USA), u společnosti Def Jam Recordings. Celým albem prostupuje téma čerstvého rozvodu Nase se zpěvačkou Kelis. Hudba na albu je inspirována hip-hopovou hudbou z osmdesátých a devadesátých let 20. století, celé album tak získalo nostalgickou atmosféru.

## O Albu
Poslední sólové album vydal Nas v roce 2008. Posléze spolupracoval s reggae zpěvákem Damianem Marleyem na jejich společném albu Distant Relatives (2010). Roku 2010 byl také, po pětiletém manželství, rozveden se zpěvačkou Kelis, což ho velmi zasáhlo. Jeho aktuální zkušenosti se projevily na přípravách nového alba. To se stalo velmi osobním a veškeré texty vycházejí z vlastních zkušeností autora.
Na obalu alba sedí Nas opuštěný a zamyšlený ve svém svatebním obleku a přes klín má přehozené zelené svatební šaty Kelis. Album získalo název Life Is Good (česky Život je dobrý).
Většinu produkce zajistili No I.D. a Salaam Remi. Na album byly vybrány beaty připomínající hip-hopovou hudbu z 80. a 90. let minulého století.
Přizvanými umělci jsou Large Professor, Rick Ross, Mary J. Blige, Anthony Hamilton, Miguel a Amy Winehouse.

### Singly
Prvním singlem byla píseň "Nasty", která se nakonec objevila pouze na deluxe edition alba. Oficiálními singly tak byly písně "The Don" a "Daughters". Ani jeden však v mainstreamových hitparádách nezabodoval.

## Po vydání
V USA se v první týden prodeje prodalo 149 000 kusů, album tím obsadilo první pozici žebříčku Billboard 200. Jde o jeho šesté "number-one" album. Ve Spojeném království se umístilo na osmé příčce žebříčku UK Albums Chart. Celkem se v USA prodalo 354 000 kusů alba.

## Seznam skladeb
| #  | Píseň                     | Host(é)             | Producent(i)                            | Délka |
| -- | ------------------------- | ------------------- | --------------------------------------- | ----- |
| 1  | "No Introduction"         |                     | J.U.S.T.I.C.E. League                   | 4:15  |
| 2  | "Loco-Motive"             | Large Professor     | No I.D.                                 | 3:41  |
| 3  | "A Queens Story"          |                     | Salaam Remi                             | 4:35  |
| 4  | "Accident Murderers"      | Rick Ross           | No I.D.                                 | 4:38  |
| 5  | "Daughters"               |                     | No I.D.                                 | 3:20  |
| 6  | "Reach Out"               | Mary J. Blige       | Salaam Remi, Rodney Jerkins, DJ Hot Day | 3:47  |
| 7  | "World's an Addiction"    | Anthony Hamilton    | Salaam Remi                             | 5:01  |
| 8  | "Summer on Smash"         | Miguel, Swizz Beatz | Swizz Beatz                             | 4:20  |
| 9  | "You Wouldn't Understand" | Victoria Monet      | Buckwild                                | 4:36  |
| 10 | "Back When"               |                     | No I.D.                                 | 3:22  |
| 11 | "The Don"                 |                     | Salaam Remi, Heavy D, Da Internz        | 3:02  |
| 12 | "Stay"                    |                     | No I.D.                                 | 3:45  |
| 13 | "Cherry Wine"             | Amy Winehouse       | Salaam Remi                             | 5:56  |
| 14 | "Bye Baby"                |                     | Salaam Remi, Noah "40" Shebib           | 3:59  |

### Deluxe Edition
| #  | Píseň              | Host(é)     | Producent(i)        | Délka |
| -- | ------------------ | ----------- | ------------------- | ----- |
| 15 | "Nasty"            |             | Salaam Remi         | 3:04  |
| 16 | "The Black Bond"   |             | Salaam Remi         | 2:23  |
| 17 | "Roses"            |             | Al Shux, Dan Wilson | 3:32  |
| 18 | "Where's the Love" | Cocaine 80s | No I.D.             | 4:27  |

## Samply
- "No Introduction" obsahuje části písně "Don't Cry" od Kirk Franklin
- "Loco-Motive" obsahuje části písně "L'Illustration Musicale"
- "Accident Murderers" obsahuje části písní "They Said It Couldn't Be Done" od Norman Feels, "The Bridge" od MC Shan
- "A Queens Story" obsahuje části písní "Étude Op. 10, No. 12" od Frédéric Chopin, "Peter Piper" od Run DMC
- "Daughters" obsahuje části písní "Na Na Hey Hey Kiss Him Goodbye" od Wayne McGhie & The Sounds of Joy, "Dust to Dust" od Cloud One
- "Reach Out" obsahuje části písní "Ike's Mood" od Isaac Hayes, "Once In A Lifetime Groove" od New Edition
- "World's An Addiction" obsahuje části písní "Something's Missing" od The Five Stairsteps, "The World" od Salaam Remi
- "You Wouldn't Understand" obsahuje části písní "Let's Start Love Over Again" od Miles Jaye, "Eric B is President" od Eric B & Rakim
- "Back When" obsahuje části písní "The Bridge" od MC Shan, "Double Agent Jones" od Barry Moore Combo, "Live Routine" od MC Shan, "Raptivity" od Ronnie Gee
- "The Don" obsahuje části písně "Dance Inna New York" od Super Cat
- "Stay" obsahuje části písně "Seven Steps to Nowhere" od L.A. Carnival
- "Bye Baby" obsahuje části písně "Goodbye Love" od Guy
- "The Black Bond" obsahuje části písně "Paguenosis" od Salaam Remi
- "Where's the Love" obsahuje části písně "Brooklyn-Queens" od 3rd Bass

## Mezinárodní žebříčky
| Země                     | Umístění |
| ------------------------ | -------- |
| Austrálie                | 27       |
| UK Albums Chart          | 8        |
| US Billboard 200         | 1        |
| US Billboard R&B/Hip-Hop | 1        |
| US Billboard Rap         | 1        |